# Lissocephala ambigua
Lissocephala ambigua är en tvåvingeart som beskrevs av Léonidas Tsacas och Chassagnard 1978. Lissocephala ambigua ingår i släktet Lissocephala och familjen daggflugor. Inga underarter finns listade i Catalogue of Life.